# Ellis Grove (Illinois)
Ellis Grove est un village situé au centre du comté de Randolph dans l'Illinois, aux États-Unis,. Il est incorporé le 23 mai 1894.

## Démographie
Lors du recensement de 2010, le village comptait une population de 363 habitants. Elle est estimée, en 2016, à 350 habitants.

### Source de la traduction
- (en) Cet article est partiellement ou en totalité issu de l’article de Wikipédia en anglais intitulé « Ellis Grove, Illinois » (voir la liste des auteurs).